# Francisco Regueiro
Francisco Regueiro, né le 2 août 1934 à Valladolid est un réalisateur espagnol. 

## Filmographie partielle
- 1963 : El buen amor
- 1965 : Amador
- 1968 : Si volvemos a vernos (es)
- 1975 : Duerme, duerme, mi amor (es)
- 1975 : Las bodas de Blanca (es)
- 1985 : Padre nuestro (es)
- 1988 : Diario de invierno
- 1993 : Madregilda